# Ізвору-Крішулуй
Ізвору-Крішулуй (рум. Izvoru Crișului) — село у повіті Клуж в Румунії. Входить до складу комуни Ізвору-Крішулуй.
Село розташоване на відстані 353 км на північний захід від Бухареста, 38 км на захід від Клуж-Напоки.

## Населення
За даними перепису населення 2002 року у селі проживала 981 особа.
Національний склад населення села:
| Національність | Кількість осіб | Відсоток |
| -------------- | -------------- | -------- |
| угорці         | 965            | 98,4%    |
| румуни         | 15             | 1,5%     |

Рідною мовою назвали:
| Мова      | Кількість осіб | Відсоток |
| --------- | -------------- | -------- |
| угорська  | 965            | 98,4%    |
| румунська | 15             | 1,5%     |